# Solutions
|  | Denne artikel er oprettet af botten Steenthbot ud fra en ekstern database. Den kan derfor have sproglige fejl eller mangler. Denne skabelon kan fjernes efter kontrol af indholdet. |

Solutions er en dansk dokumentarfilm fra 2021 instrueret af Pernille Rose Grønkjær.

## Handling
En gruppe af verdens førende forskere og iværksættere isolerer sig i 10 dage på det anerkendte Santa Fe Institut langt ude i New Mexicos ørken. De kommer fra alle grene af videnskaben og repræsenterer miljø, økonomi, demokrati, cyberspace, uddannelse, institutioner og kunstige teknologier. Deres mål er at sikre menneskeheden igennem at skabe en ny og optimistisk vej ind i fremtiden.